# Literaturjahr 1572
Liste der Literaturjahre

◄◄ | Literaturjahr 1572

Weitere Ereignisse
Dieser Artikel behandelt das Literaturjahr 1572.

## Ereignisse

### Prosa
Das Epos Os Lusíadas (Die Lusiaden) von Luís de Camões erscheint zum ersten Mal. Das Werk, das König Sebastian von Portugal gewidmet ist, schildert in Versform (angelehnt an Homers Odyssee) die idealisierte Geschichte Portugals von ihren Anfängen bis zur Zeit von Camões, vor allem die portugiesischen Entdeckungen und Eroberungen in Asien. Es gilt wegen seiner Qualität, aber auch wegen seines großen Patriotismus als größtes Zeugnis der portugiesischen Literatur und macht Camões bis heute zum portugiesischen Nationaldichter. Die Lusiaden sind die Bewohner Lusitaniens, der römische Name für Portugal, der auf Lusus, einen Gefährten des Bacchus zurückgehen soll. Das Werk besteht aus 10 Gesängen, von denen jeder eine unterschiedliche Zahl von Strophen enthält. Die 1.102 Strophen enthalten insgesamt 8.816 Verse.
Der frühneuhochdeutsche Dichter Johann Fischart veröffentlicht im Verlag seines Schwagers Bernhard Jobin in Straßburg die Werke Eulenspiegel reimenweis, eine Bearbeitung des Eulenspiegel-Themas in Versen, Artliches Lob der Lauten, Aller Praktik Großmutter und Ein Vorbereitung in den „Amadis“. Bei den meisten seiner Werke bedient er sich der Kunst des Wortspiels und des Knittelverses.

### Drama
- Jean de La Taille veröffentlicht die Tragödie Saül le furieux.

### Wissenschaftliche Werke

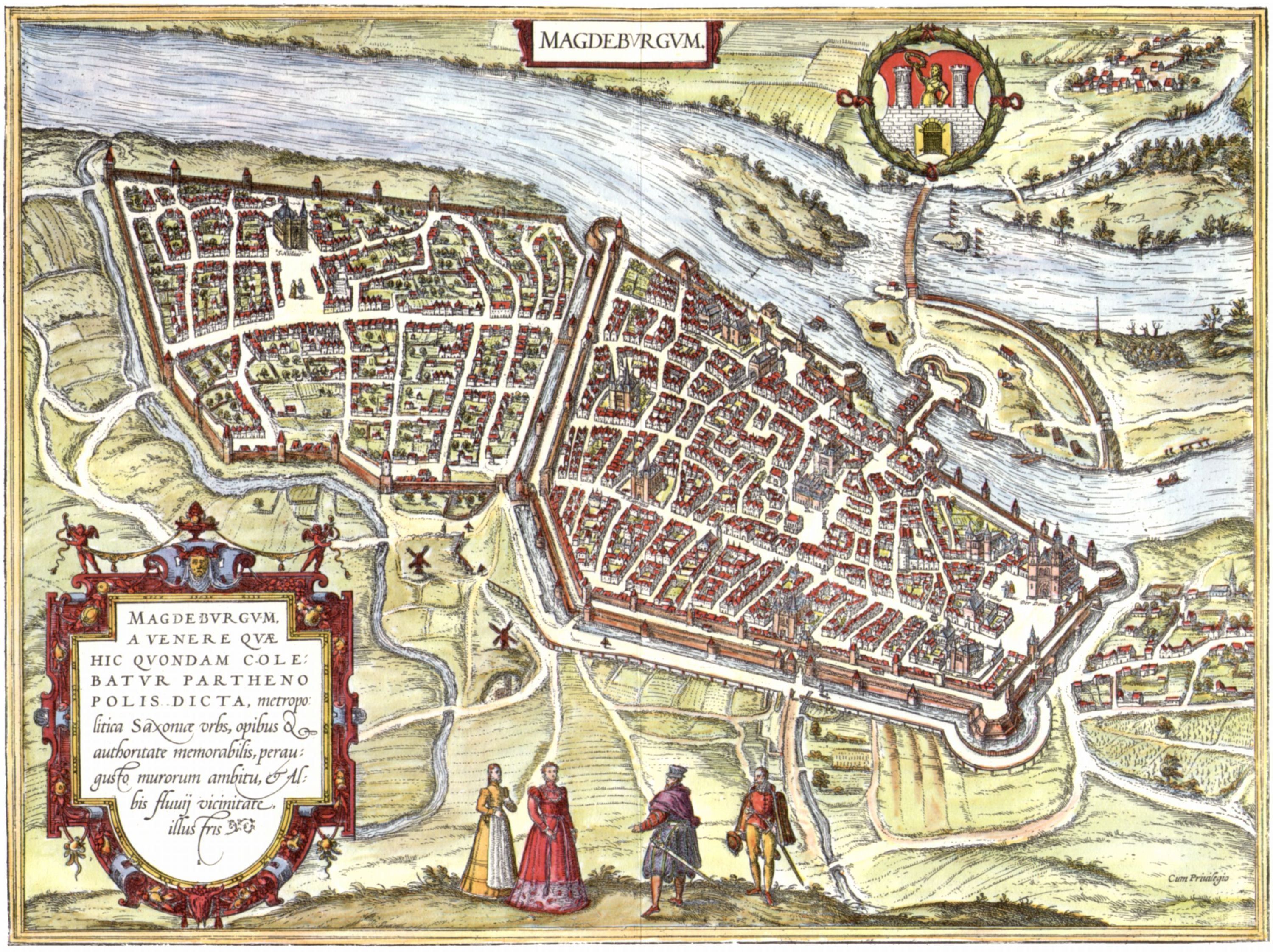
Frans Hogenberg: Magdeburg um 1572

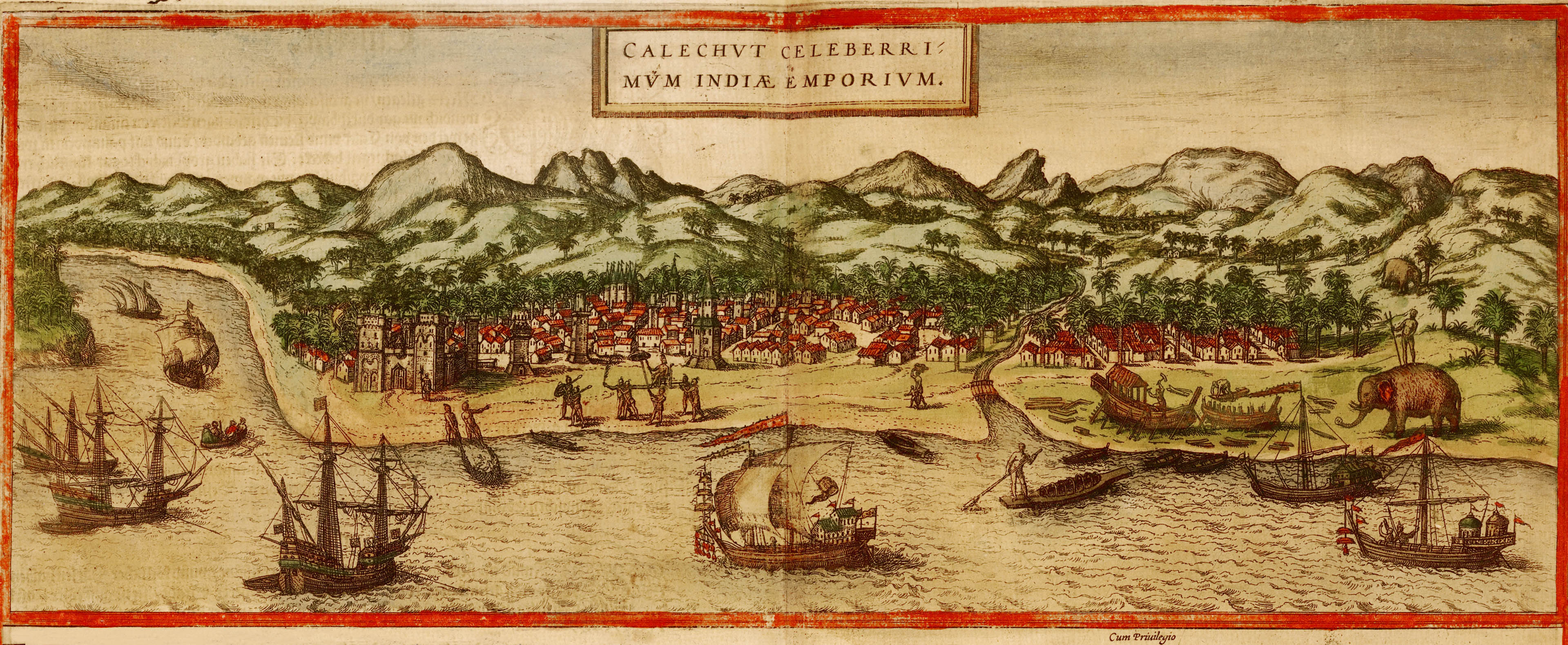
Kalikut 1572 aus den Civitates Orbis Terrarum

Georg Braun gibt ab 1572 das Städteansichtenwerk Civitates Orbis Terrarum heraus. Das bis 1618 sechs Bände umfassende Werk, vermutlich angeregt durch Sebastian Münsters Cosmographia, in Format und Layout deutlich angelehnt an das 1570 erschienene Theatrum orbis terrarum von Abraham Ortelius, setzt völlig neue Maßstäbe und wirkt als Vorbild wie als Fundgrube für Vorlagen weit mehr als einhundert Jahre. Die Städteansichten sind innen auf Doppelseiten gegeben, während auf den Außenseiten die jeweiligen historischen und topografischen Beschreibungen gedruckt sind. Frans Hogenberg ist im Wesentlichen Schöpfer der Tafeln des ersten Bandes. Weitere beteiligte Personen sind neben anderen auch der niederländische Miniaturenmaler Georg Hoefnagel und der Maler und Kartograph Daniel Freese als Lieferant von Vorlagen nach Aufträgen von Heinrich Rantzau. Ebenso wird auf Werke von Jacob van Deventer, Sebastian Münster und Johannes Stumpf zurückgegriffen.
- L'Algebra, eine Zusammenfassung des mathematischen Wissens seiner Zeit und eigener Erkenntnisse, wird von Rafael Bombelli veröffentlicht.
- Henricus Stephanus (II.) veröffentlicht das erste umfassende Wörterbuch der griechischen Sprache, den Thesaurus linguae Graecae.

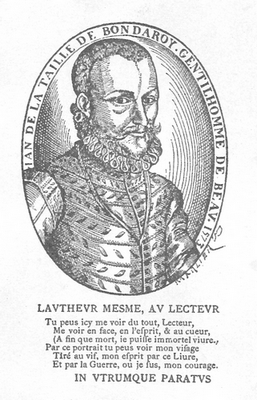
Jean de La Taille

- Jean de La Taille beschreibt in seinem Werk L’art de la tragédie unter Bezug auf Aristoteles und Scaliger Grundzüge des Tragödienaufbaus.

### Sonstiges

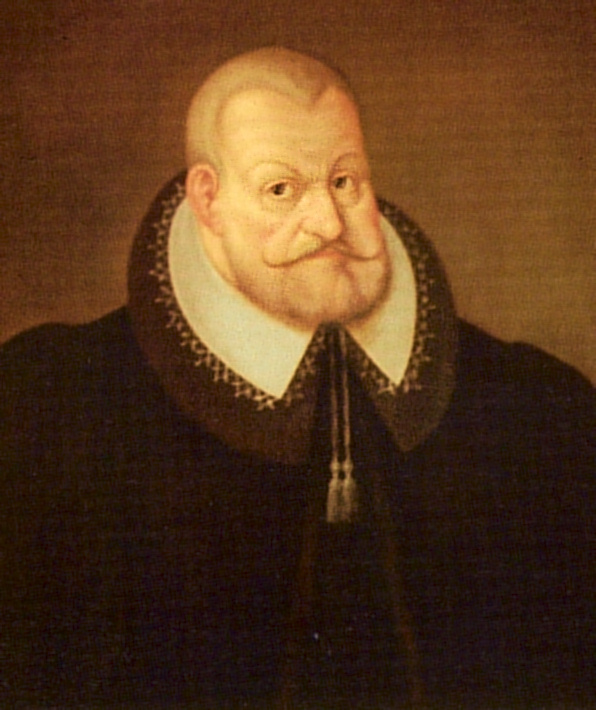
Herzog Julius

- 5. April: Herzog Julius von Braunschweig-Wolfenbüttel gründet in Wolfenbüttel durch Erlass einer Liberey-Ordnung mit von ihm selbst gesammelten Druckwerken die Herzogliche Bibliothek. Erster Bibliothekar wird der schon im Vorjahr mit bibliothekarischen Aufgaben betraute Musiker Leonhart Schröter.

## Geboren
- 22. Januar: John Donne, britischer Dichter († 1631)
- 11. Juni (?): Ben Jonson, englischer Bühnenautor und Dichter († 1637)
- 23. Oktober: Konrad Bachmann, deutscher Literaturwissenschaftler, Historiker und Bibliothekar († 1646)
- 22. November: Guilielmus Alardus, deutscher Lyriker und Kirchenliedkomponist († 1645)
- 27. Dezember: Jan Campanus Vodňanský, tschechischer Schriftsteller, Komponist und Dichter († 1622)

## Gestorben
- 1. Januar: Paul Crusius, deutscher evangelischer Theologe, Mathematiker und Historiker (* 1525)
- 24. August: Petrus Ramus, französischer Philosoph und Humanist (* 1515)